# Ghadir Khumm
 (octobre 2021).
Cet article concerne un endroit. Pour l'événement, voir Événement du Ghadir Khumm.
Ghadir Khumm, ou le marais de Khumm (en arabe : غدير خم), est un marécage qui se forme au printemps au lieu-dit Khumm (خُمّ), dans la vallée du Wadi Rabigh, situé sur l'est de la route entre Médine et La Mecque, à distance approximativement égale (180 km) des deux cités.
Il donne son nom à un événement (Événement du Ghadir Khumm) crucial de l'histoire islamique survenu quelques mois avant le décès de Mahomet au cours duquel ce dernier proclame son cousin et beau-fils Ali ibn Abi Talib comme Mawla des musulmans. Cet événement est commémoré lors de l'Aïd al-Ghadir.